# Аданское соглашение
Аданское соглашение (тур. Adana Mutabakatı; араб. اتفاقية أضنة‎) — соглашение заключённое 20 октября 1998 года в турецком городе Адана между Сирией и Турцией и касалось мер по борьбе против Рабочей партии Курдистана на территории Сирии.

## Предыстория
Турецко-сирийские отношения в 20-м веке были непростыми. Сирия претендовала на возвращение территории на ила Хатай, у стран были разногласия относительно контроля над системой рек Тигр и Евфрат, к тому же Сирия и Турция оказались по разные стороны баррикад во время Холодной войны, последняя вступила в НАТО, тогда как первая тяготела к СССР.
В 1980-1990-х годах отношения между странами стали ещё хуже после того, как Сирия позволила разместить на своей территории лагеря боевиков Рабочей партии Курдистана, а также свободно передвигаться по территории Сирии лидеру РПК Абдулле Оджалану. РПК намеревалась добиться независимости Курдистана, часть территорий которого располагалась на территории Турции, и чтобы добиться этого вела против Турции вооружённую борьбу.
Турция объявила РПК террористической организацией и начала борьбу с РПК, в рамках которой потребовала от Сирии прекратить поддержку РПК и выдать лидера РПК Абдуллу Оджалана, угрожая в противном случае вторжением на территорию Сирии. США поддержали позицию Турции .
Сирия первоначально отвергла требования Турции, но после долгих переговоров согласилась ограничить поддержку РПК на своей территории. Оджалан был выдворен из Сирии, но, впрочем, не выдан Турции, а посажен на самолёт в Москву.
После этого власти Сирии закрыли лагеря РПК на территории страны, а также арестовали несколько лидеров РПК, которые к тому времени ещё не покинули страну.

## Аданское соглашение
20 октября 1998 года в турецком городе Адана было подписано соглашение между Сирией и Турцией, которое включало в себя следующие пункты:
- Сирия не будет позволять вести на своей территории деятельность, которая может привести к «нарушению безопасности и стабильности» Турции. Также через территорию Сирии не позволено осуществлять в любой форме финансовую или материальную поддержку групп, осуществляющих такую деятельность.
- Сирия не будет позволять РПК создавать на своей территории новые лагеря, а также вести ей коммерческую деятельность на территории Сирии.
- Сирия признает РПК террористической организацией и запретит её деятельность, а также деятельность любых связанных с ней групп на территории Сирии.
- Сирия не будет позволять членам РПК перемещаться через её территорию на территорию других стран
- Сирия не будет позволять Абдулле Оджалану пересекать границу Сирии.
- Если Сирия нарушит эти обязательства, Турция получит право войти на территорию Сирии на расстояние до пяти километров от турецко-сирийской границы с целью борьбы с членами РПК

Целью соглашения было восстановление пошатнувшихся турецко-сирийских отношений, впрочем, турецкая делегация настаивала, что полная нормализация отношений наступит лишь после того, как Сирия помимо этих выполнит ряд других требований, среди которых было прекращение деятельности «по настраиванию членов Лиги арабских государств против Турции», а также помощь в поимке Оджалана. Эти требования были включены в текст соглашения в качестве дополнения.
Президент Сирии Башар Асад отрицал, что соглашение стало результатом давления со стороны Турции, заявив, что он согласился подписать его, поскольку считал, что для Сирии лучшим выбором будет «быть друзьями с народом Турции», а это является несовместимым с поддержкой Сирии группировок курдов.